# Rio Verde (Arizona)
Pour les articles homonymes, voir Rio Verde.
Rio Verde est une ville dans le comté de Maricopa, en Arizona, aux États-Unis.

## Démographie
En 2010, sa population était de 1 811 habitants pour une densité de 129 hab/km².